# Jonas Larholm
Jonas Erik Larholm (Sävedalen, 6 de março de 1982) é um handebolista profissional sueco, medalhista olímpico.
Ele participou da Seleção Sueca, que conquistou a medalha de prata nos Londres 2012.